# Caroline Alexander
Caroline Sarah J. Alexander (Millom, 3 de março de 1968) é uma ex-ciclista britânica que competiu nos Jogos Olímpicos de 1996 e 2000.
Em 2009, ela foi introduzida no British Cycling Hall of Fame.